# 河南町立近つ飛鳥小学校
河南町立大宝小学校（かなんちょうりつ ちかつあすかしょうがっこう）は、大阪府南河内郡河南町大宝3丁目にある公立小学校。

## 沿革
- 2011年（平成23年）4月1日 - 河南町立石川小学校及び河南町立大宝小学校が合併し、開校[1]。

## アクセス
- 近鉄長野線 富田林駅または喜志駅から4市町村コミバス石川線（富田林駅）、阪南線（喜志駅）「近つ飛鳥博物館前行き」に乗車し、終点「近つ飛鳥博物館前」バス停下車すぐ。